# Palachia grisselli
Palachia grisselli är en stekelart som beskrevs av Boucek 1998. Palachia grisselli ingår i släktet Palachia och familjen gallglanssteklar. Inga underarter finns listade i Catalogue of Life.